# Viktor Platan
Viktor Platan (Lappeenranta, 16 ottobre 1919 – Lahti, 12 gennaio 2013) è stato un pentatleta finlandese.

## Palmarès
In carriera ha conseguito i seguenti risultati:
- Mondiali:

Stoccolma 1949: argento nel pentathlon moderno a squadre e bronzo individuale.
Berna 1950: argento nel pentathlon moderno a squadre.
Helsingborg 1951: argento nel pentathlon moderno a squadre.